# The Great Day
The Great Day – brytyjski niemy dramat krótkometrażowy z 1920 w reżyserii Hugh Forda i według scenariusza Evy Unsell. Został zrealizowany na podstawie sztuki pióra George’a Roberta Simsa i Louisa N. Parkera. W rolach głównych wystąpili Arthur Bourchier, Bertram Burleigh i Marjorie Hume.
Jest to pierwszy film, przy którym udział miał Alfred Hitchcock, późniejszy reżyser. Był on odpowiedzialny za projekt planszy tekstowej. Wszystkie kopie The Great Day nie zachowały się do czasów dzisiejszych.

## Fabuła
Frank Beresford (Bertram Burleigh) i Clara Borstwick (Marjorie Hume) zawierają związek małżeński wbrew woli ojca dziewczyny, sir Johna Borstwicka (Arthur Bourchier). Po ślubie Lillian Leeson (Meggie Albanesi), eks-żona żona Franka, pojawia się z zamiarem szantażu. Beresford powiedział Clarze Borstwick o poprzednim małżeństwie, wierząc, że Leeson nie żyje. Pan młody udaje się do Paryża, by na miejscu odnaleźć dawnego przyjaciela, byłego męża Leeson, którego wcześniej uważał za zmarłego. Rozpoznaje Dave’a Leesona (Geoffrey Kerr). Mężczyzna udaremnia próbę szantażu Lesson. W końcu dochodzi do pojednania z Clarą.

## Obsada
Opracowano na podstawie materiału źródłowego:

- Arthur Bourchier – sir John Borstwick, ojciec Clary
- Mary Palfrey – dama Borstwick, matka Clary
- Marjorie Hume – Clara Borstwick
- Bertram Burleigh – Frank Beresford
- Adeline Hayden Coffin – pani Beresford, matka Franka
- Percy Standing – Paul Nikola
- Meggie Albanesi – Lillian Leeson, była żona Franka
- Geoffrey Kerr – Dave Leeson
- Lewis Dayton – lord Medway
- L. Thomas – matka lorda Medwaya
- L.C. Carelli – Semki

## Produkcja

### Realizacja
W pierwotnym założeniu kompania Famous Players-Lasky planowała adaptację powieści Marie Corelli The Sorrows of Satan z 1895, jednak kierownictwo studia postanowiło zrealizować The Great Day. Film został zrealizowany na podstawie sztuki autorstwa George’a Roberta Simsa i Louisa N. Parkera.
Hugh Ford przyleciał do Londynu z Nowego Jorku, gdzie w ciągu sześciu miesięcy wyreżyserował dwa filmy krótkometrażowe – The Great Day i The Call of Youth (1921). Jak przyznawał, największym problemem w trakcie realizacji była pogoda. Zdjęcia do The Great Day zajęły dziewięć tygodni. Odtwórca roli Franka Beresforda, Bertram Burleigh wyrażał pochlebne opinie na temat studia znajdującego się przy Pool Street na Islington, podkreślając, że „znacznie przewyższa wszystkie inne studia w Wielkiej Brytanii”. Okres zdjęciowy rozpoczął się w maju w Szwajcarii (część scen nagrywano w Alpach oraz we Francji) i zakończył przed listopadem 1920. Jedno z pierwszych ujęć zostało zrealizowane na terenie prywatnej szkoły w Bushey w hrabstwie Hertfordshire. The Great Day nagrano na standardowej taśmie 35 mm w formacie 1.37:1. Porozumienie z reżyserem spektaklu Arthurem Collinsem pozwoliło ekipie filmowej na wykorzystanie w filmie kostiumów i dekoracji.
Projekt planszy tekstowej do The Great Day wykonał Alfred Hitchcock, dla którego było to pierwsze zadanie od momentu rozpoczęcia pracy w branży filmowej.

## Odbiór

### Premiera kinowa i recenzje
Premiera The Great Day w Wielkiej Brytanii miała miejsce w listopadzie 1920, i według biografa Donalda Spoto cieszyła się ona uznaniem wśród widzów. 17 kwietnia 1921 film zadebiutował w Stanach Zjednoczonych, gdzie wytwórnia Paramount Pictures wypuściła go w pięciu rolkach o długości 1127 metrów.

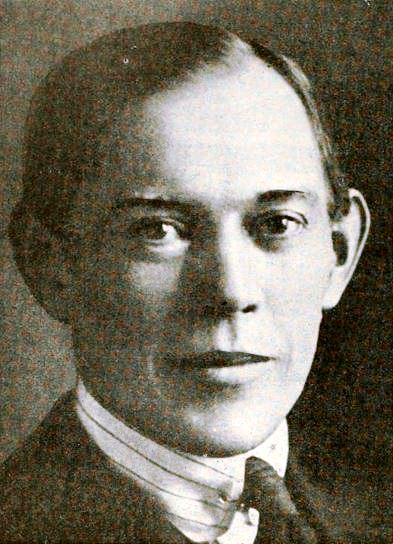
Hugh Ford, reżyser The Great Day

Film zebrał w większości negatywne recenzje ze strony krytyków. Brytyjski „The Times” określał The Great Day „straconą szansą”, dodając, że „wyobraźnia pana Collinsa była bardziej dramatyczna, choć w tym przypadku wina może być częściowo związana z autorką scenariusza”. Dziennik zaznaczał, że wiele istotnych elementów nie zostało wykorzystanych w adaptacji filmowej, przez co „publiczność prawdopodobnie zastanowi się nad szczególnym znaczeniem tytułu The Great Day, który w sztuce był oczywisty”. Autor recenzji odniósł się także do poziomu aktorstwa, określając go jako „całkiem niezłe”. „Pan Geoffrey Kerr ma szczególnie dobrą rolę żołnierza, który traci pamięć, podczas gdy panna Meggie Albanesi, choć beznadziejnie zagubiona jako czarny charakter, daje całkiem urocze przedstawienie. Pan Bourchier, który gra rolę stalowego magnata, nigdy nie będzie naprawdę dobrym aktorem filmowym, dopóki nie nauczy się wartości odpoczynku. Gra zbyt bezpośrednio do kamery, co nie miałoby większego znaczenia, gdyby nie wyolbrzymiał wyrazu swojej twarzy”. „The Film Daily” napisał: „Jest to druga produkcja Hugh Forda wydana przez Paramount, ale pierwsza wyprodukowana w Wielkiej Brytanii przez Famous Players-Lasky. The Great Day nie jest tak wspaniały jak świetna była sztuka, a adaptacja melodramatu wystawianego na deskach Theatre Royal przy Drury Lane to ledwie uczciwa rozrywka. Opowiadanie historii jest logiczne i wystarczająco dobrze zrobione, ale nie ma dramatycznej siły. Różne sytuacje są wprowadzane i kończone w tym samym tonie. Nie ma żadnej zmiany, a nawet punkt kulminacyjny osiągany jest bez jakiegokolwiek napięcia”.
Krytyczną opinię wyrażał także branżowy „Photoplay”, pisząc: „Pan Ford był prawie beznadziejnie upośledzony przez nienaturalną historię; niewątpliwie starał się najlepiej jak mógł z materiałem, z którym musiał pracować. To pierwszy obraz słynnej brytyjskiej wytwórni Famous Players-Lasky i od razu wyraźne rozczarowanie. Poza uroczymi wiejskimi scenami i kilkoma ujęciami imponujących Alp – prawdziwych Alp – nie ma w tym nic interesującego. Arthur Bourchier jest prawdopodobnie dobrym aktorem, ale miał niewielką okazję, by to udowodnić”. W podobnym tonie wyrażał się jeden z recenzentów na łamach magazynu „Picturegoer”: „Pierwszy z wyprodukowanych przez brytyjskie Famous Players-Lasky filmów to rozczarowanie. Wszyscy mieli nadzieję, że połączenie metod Amerykanów oraz brytyjskiego talentu zaowocuje arcydziełem ekranu. Zamiast tego, pierwsza produkcja z Islington – The Great Day – jest bardzo zwyczajnym melodramatem. Sceny w dużych hutach są interesujące, podobnie jak wstrząsające momenty paryskiej subkultury Apache. W obsadzie znajduje się Arthur Bourchier [dla którego ekran nie jest sympatycznym medium], Bertram Burleigh, Meggie Albanesi i Marjorie Hume [jedna z najmilszych naszych brytyjskich aktorek]”. Krytyk „Variety” podkreślał „brak dramatycznej siły, która charakteryzowała spektakl, a producent z pewnością nie wykorzystał najlepszych okazji, mimo że stagecraft jest godny podziwu”.